# Jimmy Robertson
Jimmy Robertson (n. 3 mai 1986, Bexhill-on-Sea, Anglia, Regatul Unit) este un jucător englez de snooker.   
A atins locul 21 mondial în martie 2019, aceasta fiind cea mai bună clasare din cariera sa. JR a câștigat doar un singur turneu în carieră (Mastersul European din 2018).